# Cantharellus subalbidus
Cantharéllus subálbidus (лат.) — гриб из рода Лисичка (Cantharellus) семейства Лисичковые (Cantharellaceae).

## Описание
- Шляпка 5—10 (иногда до 14) см в диаметре, в молодом возрасте плоская, затем в приподнятым и неправильно волнистым краем, с возрастом становится вдавленной или воронковидной, с чешуйчатой или бархатистой, сухой, белой или беловатой поверхностью, при прикосновении приобретает оранжеватый оттенок, при намокании становится светло-коричневой.
- Мякоть без особого вкуса и запаха.
- Гименофор складчатый, складки частые, узкие, нередко заметны почти на всём протяжении ножки, иногда разветвлённые или сетчатовидные, белого или серо-белого цвета, при прикосновении становятся желтоватыми или оранжеватыми.
- Ножка 2—4 (реже до 5) см длиной и 1—3 см толщиной у основания, не отделяемая от шляпки, неполая, мясистая, к основанию сужающаяся, белого цвета, гладкая или неровная, при повреждении сначала становится жёлтой или оранжевой, затем коричневеет.
- Споровый порошок белого цвета. Споры 7—9×5—6 мкм, бесцветные, неамилоидные (не меняющие цвет с йодом) эллипсоидальной или широко-эллипсоидальной формы, с гладкой поверхностью. Базидии 4—6-споровые, 62—80×8,5—10 мкм, бесцветные, узко-булавовидной формы. Цистиды отсутствуют. Гифы без пряжек.
- Съедобен, высоко ценится в США.

## Экология и распространение
Широко распространён на северо-западе Северной Америки. Встречается часто, одиночно или небольшими группами, в хвойных лесах. Вероятно, образует микоризу с сосной, псевдотсугой менциса и земляничным деревом менциса, а также другими деревьями.

## Сходные виды
Внешне и микроскопически C. subalbidus напоминает лисичку обыкновенную, от которой отличается более светлым цветом плодовых тел, отсутствием «абрикосового» запаха и более мелкими и светлыми спорами. Tricholoma magnivelare отличается ненизбегающими пластинками, сильным островатым запахом и хорошо развитым покрывалом. Leucopaxillus albissimus отличается густым, хорошо заметным белым мицелием.